# Two Suns
Two Suns è il secondo album della cantante/compositrice inglese Natasha Khan nota con lo pseudonimo di Bat for Lashes.
Come il precedente album Fur and Gold, anche Two Suns ha ricevuto la nomination al Mercury Prize come miglior album 2009.
Secondo il comunicato stampa, Two Suns è "Un album di favole moderne che esplorano il dualismo a differenti livelli: due amanti, due pianeti, due facce della stessa personalità, portando la riflessione sulla filosofia dell'unico e della dualità, esaminando la necessità per entrambe del caos e dell'equilibrio, sia per l'amore che per il dolore".
In Two Suns, Natasha Khan presenta un alter ego di nome Pearl, che viene descritta come "una femme-fatale bionda, distruttiva, che pensa solo a se stessa. Una personalità che agisce come un velo sulla Natasha Khan più mistica e spirituale".
I brani di Two Suns sono stati scritti e registrati in California, a New York, a Londra, a Brighton e in Galles. Natasha Khan ha co-prodotto l'album con Dave Kosten, che aveva già collaborato alla produzione di Fur and Gold. Ad alcune tracce hanno anche contribuito alcuni membri degli Yeasayer, e Scott Walker prestando la sua voce sulla traccia finale del disco The Big Sleep.
Dall'album sono tratti i singoli “Daniel” (uscito il 1º marzo 2009 per download digitale e il 6 aprile 2009 in vinile), “Pearl's Dream” (uscito per download digitale il 22 giugno 2009) e “Sleep Alone” (7 settembre 2009).

## Tracce
Tutti i brani sono scritti e composti da Natasha Khan.
1. Glass - 4:32
2. Sleep Alone - 4:02
3. Moon and Moon - 3:08
4. Daniel - 4:11
5. Peace of Mind - 3:28
6. Siren Song - 4:58
7. Pearl's Dream - 4:45
8. Good Love - 4:29
9. Two Planets - 4:47
10. Travelling Woman - 3:46
11. The Big Sleep (feat. Scott Walker) - 2:55
12. Wilderness (iTunes Bonus Track) - 3:59

## Formazione
- Natasha Khan - voce, produzione, cori, batteria, synth, chitarra, harmonium, basso, percussioni, piano, battimani, vibrafono, organo, direzione artistica, artwork

Altro personale
- Adem Ilhan - bicchieri
- Marcie Allen, Lydia Rhodes, Robert Roseberry Jr. - Rachael Sell, Devon Dunaway, Lou Rogai - cori
- Tom Asselin - chitarra, ingegneria
- Matt Boynton, Matt Lawrence, David Wrench, Mike Nesci - ingegneria
- Ben Christophers - synth, chitarra, piano, marxofono, phonofiddle
- Abi Fry - viola
- Brian Hale - chitarra
- Chris Keating - batteria programmazione
- David Kosten - produzione, ingegneria, missaggio, programmazione, synthm, percussioni
- Kath Mann - cori, violino, viola, sega musicale
- Devin Maxwell - timpani
- Alex Thomas - batteria, percussioni, timpani
- Brian Thorn, Mark Eastwood - assistenti
- Ira Wolf Tuton - basso
- Scott Walker - voce
- Caroline Weeks - cori, flauto, synth, battimani, percussioni